# Волді
Во́лді (ест. Voldi küla) — село в Естонії, у волості Тарту повіту Тартумаа.

## Населення
Чисельність населення на 31 грудня 2011 року становила 134 особи.

## Історія
До 25 жовтня 2017 року село входило до складу волості Табівере повіту Йиґевамаа.

## Пам'ятки

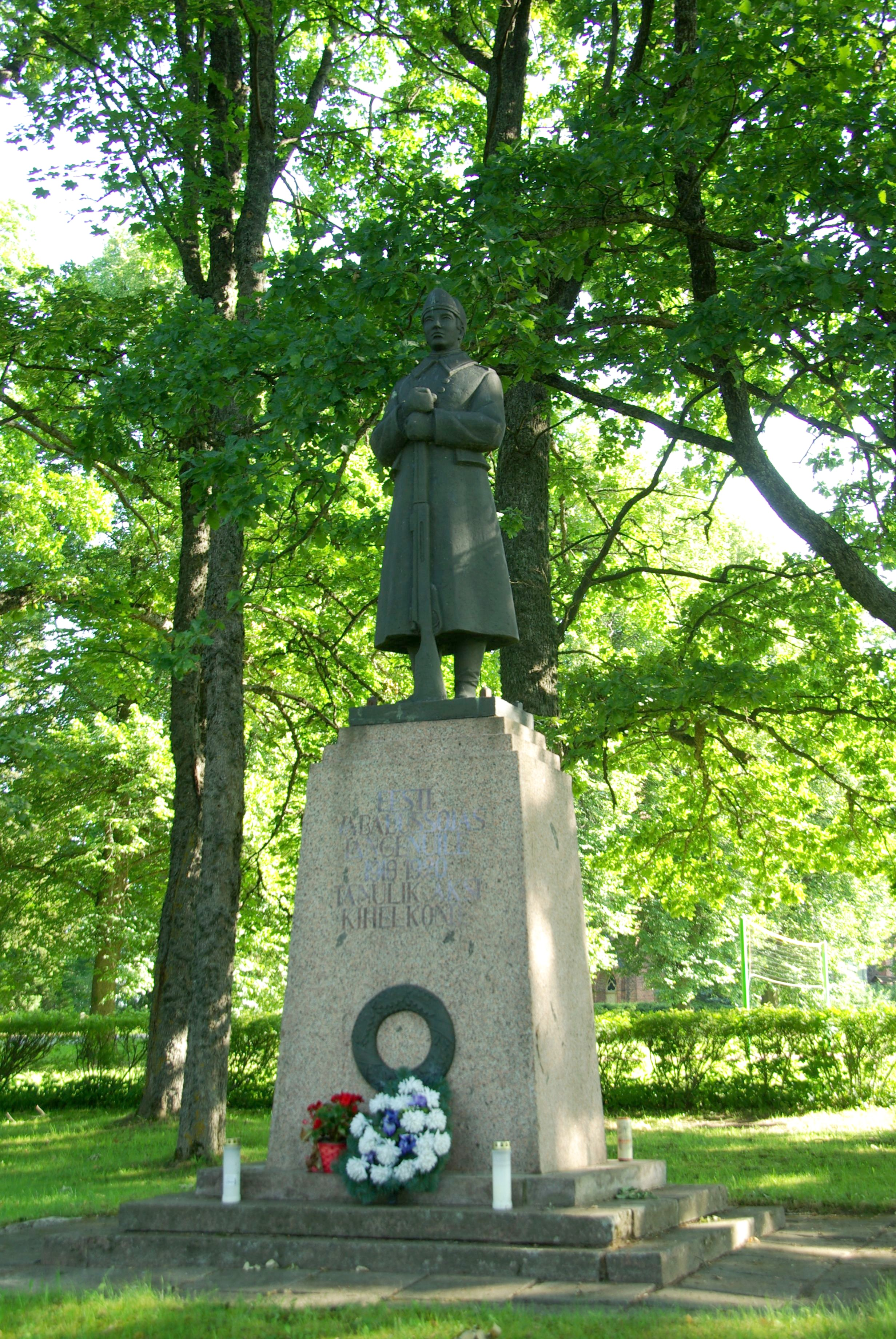
Монумент героям війни за незалежність

- Меморіал війни за незалежність (Vabadussõja mälestussammas), історична пам'ятка[2]